# Volker Lingnau
Volker Lingnau (* 21. Juli 1963 in Berlin) ist ein deutscher Wirtschaftswissenschaftler und Universitätsprofessor für Unternehmensrechnung und Controlling an der Rheinland-Pfälzischen Technischen Universität Kaiserslautern-Landau (bis 2022 TU Kaiserslautern).

## Leben
Nach dem Abitur 1981 am Arndt-Gymnasium in Berlin und Teilnahme am Modellversuch „Fremdsprachenorientierte Studieneingangsphase“ der FU Berlin studierte Lingnau Wirtschaftsingenieurwesen an der TU Berlin mit Abschluss als Diplom-Ingenieur. Anschließend arbeitete er dort als wissenschaftlicher Mitarbeiter und wurde 1994 zum Dr. rer. oec. mit einer Arbeit zum Variantenmanagement promoviert. Von 1994 bis 2000 war er Hochschulassistent an der Fakultät für Betriebswirtschaftslehre der Universität Mannheim, wo er sich 2000 mit einer Arbeit über Funktion und Aufgaben des Controllings – Ein kognitiv-entscheidungsorientierter Ansatz habilitierte und die venia legendi für Betriebswirtschaftslehre verliehen bekam. Von 1998 bis 2012 wirkte er zudem an der Uniwersytet Zielonogórski (Polen) als Gastdozent, Gastprofessor und außerordentlicher Professor. Seit 2000 leitet Lingnau den Lehrstuhl für Unternehmensrechnung und Controlling an der TU Kaiserslautern (seit 1. Januar 2023: RPTU). Von 2002 bis 2017 war er außerdem Dozent an der Württembergischen Verwaltungs- und Wirtschaftsakademie. Von 2007 bis 2008 war er Dekan, von 2008 bis 2009 Prodekan des Fachbereichs Wirtschaftswissenschaften der TU Kaiserslautern, von 2008 bis 2013 stellvertretender Sprecher des Landesforschungsschwerpunktes „RESCUE“ – Nachhaltige Bauwirtschaft. Seit 2008 ist Lingnau Vertrauensdozent des Cusanuswerkes, seit 2010 Kooperationspartner im Projekt Wirtschaft und Ethik der Jungen Akademie der Evangelischen Akademie der Pfalz und seit 2016 Mitglied des Kuratoriums der Evangelischen Akademie der Pfalz.
2011 erhielt Lingnau den Best Paper Award der Zeitschrift Controlling, 2019 den Distinguished Teaching Award der TU Kaiserslautern für „herausragendes Engagement und hervorragende Leistungen in der akademischen Lehre“.

## Wirken
Forschungsschwerpunkte von Volker Lingnau sind verhaltenswissenschaftliche Aspekte des Controllings („Psychological Management Accounting Research“), Konsequenzen des digitalen Wandels für das Controlling („Controlling 4.0“) sowie normative und strategische Aspekte des Controllings (insbesondere „Controlling und Ethik“ sowie „Controlling und Nachhaltigkeit“).
Lingnau ist Autor zahlreicher Publikationen, Herausgeber der Beiträge zur Controlling-Forschung und der Controlling-Studien.